# 選択 (雑誌)
『選択』（せんたく）は、東京都港区に本社を置く選択出版株式会社（せんたくしゅっぱん、英文社名：Sentaku Shuppan K.K. ）が発行する月刊雑誌（総合雑誌）。本項では、発行元である選択出版株式会社についても記述する。
雑誌『財界』編集長を務めた飯塚昭男が社長・編集長となり、1974年に会社設立、翌1975年に創刊。当時の日本の指導者層の概算人数にちなみ「三万人のための情報誌」を謳う。

## 概要
毎月1日発行。年間購読・直販であり、書店での販売は行っていない。年間予約購読料12冊で13,200円（税込1冊1,100円、送料含む）。
誌面は、「WORLD（国際）」「政治」「経済」「社会・文化」のカテゴリーと連載随筆などで構成され、政治的思想の左右の区別なく質の高い分析や、一般の新聞などが報じない本音や事実を報じることをモットーとしている。
連載の読み物（随筆）を除き、執筆者は原則として匿名となっている。
小泉純一郎や、奥田碩など政財界の大物、またジャーナリストの池上彰が、読者であることを自ら公表していた。立花隆は創刊から没するまで購読していた。
毎月初、朝日新聞・中日新聞・東京新聞の朝刊に新聞広告を掲載している。
2014年に代表の湯浅正巳が死去し、新たな代表に湯浅次郎が就任した。